# Три дня дождя
«Три дня дождя» — российская рок-группа, основанная в 2019 году в Кызыле (Тыва).

## История
Изначально название группы было псевдонимом её основателя Глеба Викторова. Название Глеб взял в честь клуба «Три дня дождя» в Красноярске, про который ему рассказала старшая сестра.
23 октября 2019 года был выпущен первый сингл Глеба. Для всех релизов, выпущенных в период с первого сингла до альбома «Когда ты откроешь глаза», выпущенного 4 июня 2021 года, музыку писал сам Глеб. В релизе «Когда ты откроешь глаза» музыкой занимались: Глеб Викторов, Даниил Баслин, Кирилл Гуд, Тихон Баслин, Александр Крейза и Сергей Slem
Как утверждает Викторов в интервью от марта 2021 года, он является лицом группы (издание Karmapolitan также называет его «лидером группы»), но не может назвать проект полноценной группой: «Сейчас это 50/50: пацаны могут что‑то прописать, но мы никогда не собирались всей толпой что‑то записывать — если речь идёт о группе».
19 февраля 2020 года вышла песня «Не киряй» в дуэте с Муккой.
В октябре 2020 года в клубе «Изи» состоялся первый сольный концерт группы на 800 человек.
В марте 2021 года коллектив «Три дня дождя» стал одним из первых артистов программы Spotify Radar в России, направленную на поддержку молодых артистов.
В июне 2021 года группа выступила на шоу «Вечерний Ургант» с песней «Где ты».
21 октября 2022 года вышел новый полноформатный альбом «Байполар», в записи которого также приняли участие Zivert, Брутто, тринадцать карат, Лали и LYRIQ.
25 апреля 2023 года вышла песня «За край», которая заняла высокие места в музыкальных чартах (например, 14-е место в VK Музыка).
4 июня 2023 года в Екатеринбурге фронтмен группы Глеб Викторов сорвал концерт, выступив в нетрезвом состоянии — он падал на сцене и с трудом произносил слова. На следующий день продюсер проекта объявил, что закрывает его на неопределённый срок из-за состояния вокалиста. Вскоре сообщилось, что Викторов выздоравливает и в ближайшее время деятельность группы возобновится.
22 сентября вышел первый после перерыва трек «Кристаллические лярвы».
20 октября 2023 года выходит альбом «melancholia», куда вошли ранее вышедшие синглы «Кристаллические лярвы» и «За край». Гостевыми куплетами в альбоме отметились LYRIQ, MONA и «Тринадцать карат».
22 декабря 2023 года вышел первый трек группы на английском языке «Kryptonite» — совместная работа с американским музыкантом Call Me Karizma. До этого артисты уже сотрудничали и выпустили песню «Part of me».
1 марта 2024 года вышел совместный трек с polnalyubvi «Температура».
28 марта 2024 года Глеб Викторов принял участие в записи сборника «Голос мой услышь». Альбом-трибьют Муслима Магомаева был записан в поддержку жертв теракта в «Крокусе». Вместе с Бастой, Mona и Владимиром Пресняковым он исполнил песню «Луч солнца золотого».
На Премии Муз-ТВ 2024 «Три дня дождя» одержала победу в номинации «Лучшая группа» и номинировалась в номинациях «Прорыв года» и «Лучший альбом».
27 сентября 2024 года вышел совместный с «Неисправностью» трек «Скучаю по тебе».
4 октября 2024 года выходит совместный с Тосей Чайкиной кавер на песню «Земля» группы «Маша и Медведи». Сингл стал саундтреком к сериалу «Амура».
11 октября 2024 года выходит совместный релиз с солистом группы «Смысловые галлюцинации» Сергеем Бобунцом «Три дня до вечности». В него вошли два трека: кавер «Три дня дождя» на песню «Вечно молодой» и кавер Сергея Бобунца на инструментал группы «Три дня дождя» «Реки растают», на который Сергей сам написал текст. Песни прозвучали на шоу «Муз-ТВ» «Битва поколений».
7 февраля 2025 года группа выпускает трек «Привет».
18 апреля 2025 год выходит альбом «Висхолдинг», куда вошли два ранее вышедших сингла «Привет» и «Скучаю по тебе». В его записи приняли участие также Pyrokinesis, неисправность и LYRIQ.
20 июня 2025 год группа выпускает бонусный трек «Письмо», являющейся трибьютом Detsl aka Le Truk.
18 июля 2025 группа приняла участие в альбоме исполнителя Macan «Bratland», записав совместный трек «Здравствуй».

## Отзывы критиков
Рецензент издания InterMedia Алексей Мажаев уделяет творчеству группы большое внимание. Так, два альбома «Любовь, аддикция и марафоны» и «Когда ты откроешь глаза» удостоились получить от критика оценки в 7 из 10 звёзд оба. По его мнению, «Любовь, аддикция и марафоны» — это то, что, вероятно, соответствует избитой триаде «секса, наркотиков и рок-н-ролла», чего не хватало отечественным рок-музыкантам 1960—1970х годов, а в пластинке «Когда ты откроешь глаза» он отметил драйвовость, которая даёт выброс адреналина и дарит многозначные эмоции.

## Биография фронтмена
Глеб Остапович Викторов (при рождении Дамба-Хуурак) родился 20 февраля 1996 года в городе Кызыле, столице Республики Тыва.
В 2023 году он был номинирован в список «30 до 30» журнала Forbes в категории «Музыка», однако лауреатом не стал.
В июне 2023 года в результате алкогольного и наркотического опьянения Викторов сорвал концерт в Екатеринбурге и был госпитализирован, после чего несколько месяцев провёл в рехабе, а продюсер объявил о приостановлении деятельности группы. В сентябре музыкант вернулся на сцену и выступил на закрытом мероприятии в Москве.
В конце 2024 года Викторов снова попал в рехаб, где признался, что из-за депрессии у него появилась наркозависимость. В мае 2025 года музыкант вместе с группой представил на ЦСКА Арене шоу «Алекситимия», где он со сцены поблагодарил близких и врачей за оказанную ему помощь.

### Общественная позиция
Поддержал вторжение России на Украину, анонсировал концерты в Луганске, Донецке и Крыму.

## Дискография
По состоянию на апрель 2025 года дискография группы «Три дня дождя» состоит из пяти студийных альбомов, двух мини-альбомов и 33 синглов. Помимо этого, имеются гостевые участия в альбомах других исполнителей.

## Награды
- 2024 — премия Муз-ТВ в номинации «Лучшая группа»[41].
- 2025 — премия Муз-ТВ в номинации «Лучшая cover-версия» (песня «Земля» в исполнении с Тосей Чайкиной)[42].